# إيزابيل اولسون
إيزابيل اولسون (بالسويدية: Isabelle Olsson) هي متزلجة فنية سويدية، ولدت في 15 أبريل 1993 في كارلسكرونا في السويد.

## وصلات خارجية
- إيزابيل اولسون على موقع الاتحاد الدولي للتزلج (الإنجليزية)